# Mucurici (kommun)
Mucurici är en kommun i Brasilien.   Den ligger i delstaten Espírito Santo, i den sydöstra delen av landet, 800 km öster om huvudstaden Brasília. Antalet invånare är 5 672.
Följande samhällen finns i Mucurici:
- Mucurici

Omgivningarna runt Mucurici är huvudsakligen savann. Runt Mucurici är det glesbefolkat, med 10 invånare per kvadratkilometer.